# Tassa kosher
La tassa kosher si riferisce a una leggenda metropolitana, in chiave antisemita, secondo la quale i consumatori di ristoranti con specialità culinarie ebraiche pagherebbero inconsapevolmente una "tassa" extra sul consumo, che verrebbe poi destinata dai sionisti al sostegno della causa di Israele. La pretesa secondo cui i consumatori sarebbero sottoposti a questa tassa è stata avanzata da varie parti. Analoghe affermazioni vorrebbero che la "tassa" sia "estorta" alle aziende alimentari, desiderose di sottrarsi al boicottaggio.
Nonostante non si tratti puramente di una teoria antisemita, né di ipotesi di complotto, molte associazioni e personalità si sono espresse al riguardo. Secondo la professoressa di sociologia all'università di Pittsburgh, Kathleen M. Blee, si tratta di una credenza fondamentalmente razzista nata per boicottare e far decadere il mercato culinario ebraico.

## La credenza in Canada
In un rapporto della B'nai Brith Canada sugli incidenti antisemiti in territorio canadese, si sono registrati casi di denunce da parte della popolazione per via della "tassa kosher", che richiedevano il rimborso delle inconsapevoli spese tramite imposte sul reddito.
Nel 1997, tramite l'agenzia di stampa Canada Revenue Agency si veniva a sapere dell'esistenza di una aggressiva forma pubblicitaria per spargimento di volantini che avvertiva la popolazione sulla cautela nel comprare prodotti kosher e consumare in ristoranti ebraici, perché il ricavato andava a una "organizzazione ebraica internazionale" che si occupava proprio dello smercio di queste merci per alimentare il proprio giro d'affari. Rispondendo al fenomeno di questi frequenti volantini, il ministro delle entrate nazionali Jane Stewart annunciò il più profondo sdegno per l'accaduto e un invito ai canadesi a ignorare i testi di questa leggenda metropolitana.